# Sarrión
Sarrión is een gemeente in de Spaanse provincie Teruel in de regio Aragón met een oppervlakte van 140,44 km². Sarrión telt 1.125 inwoners (1 januari 2016).

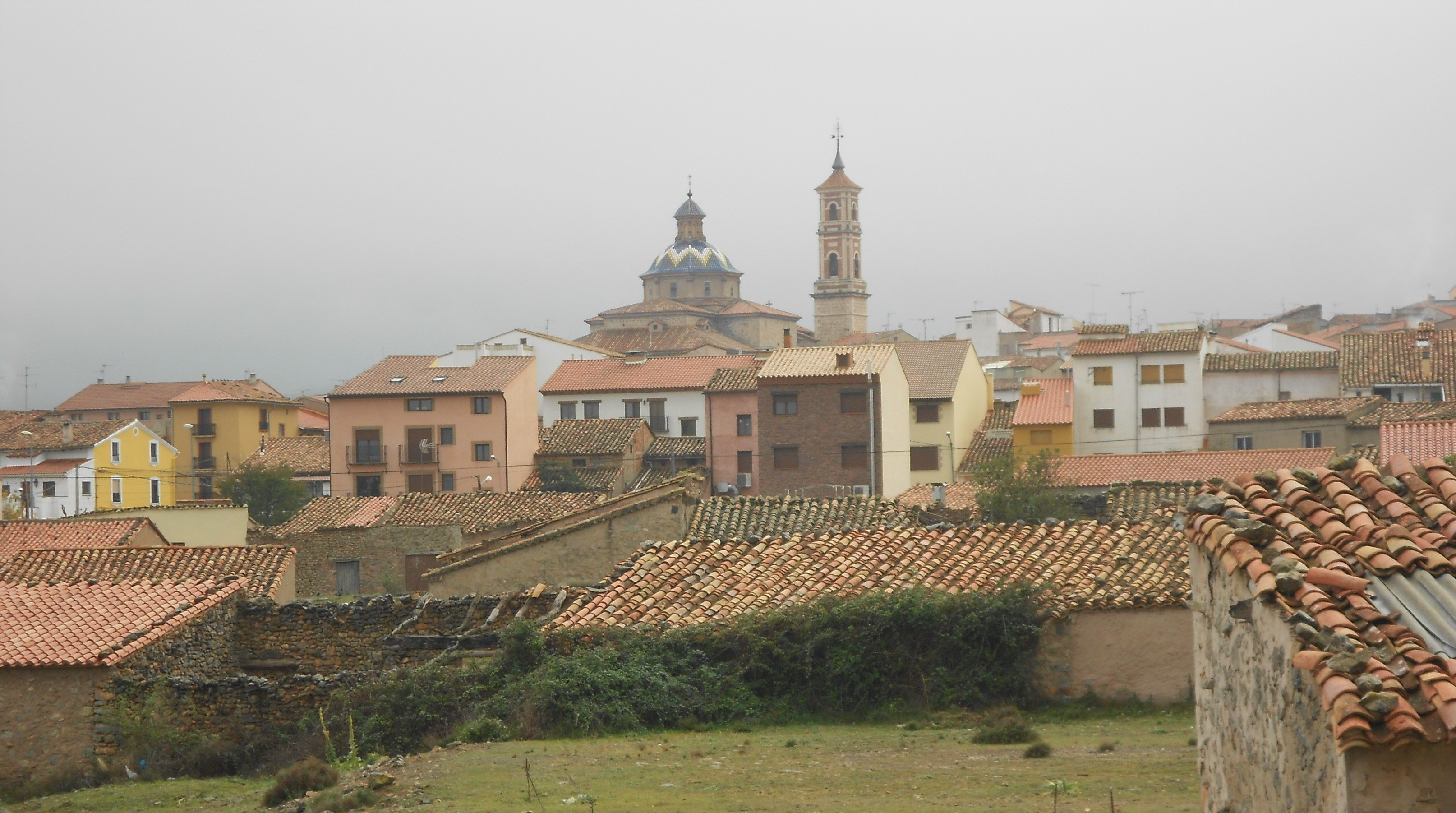
Sarrión
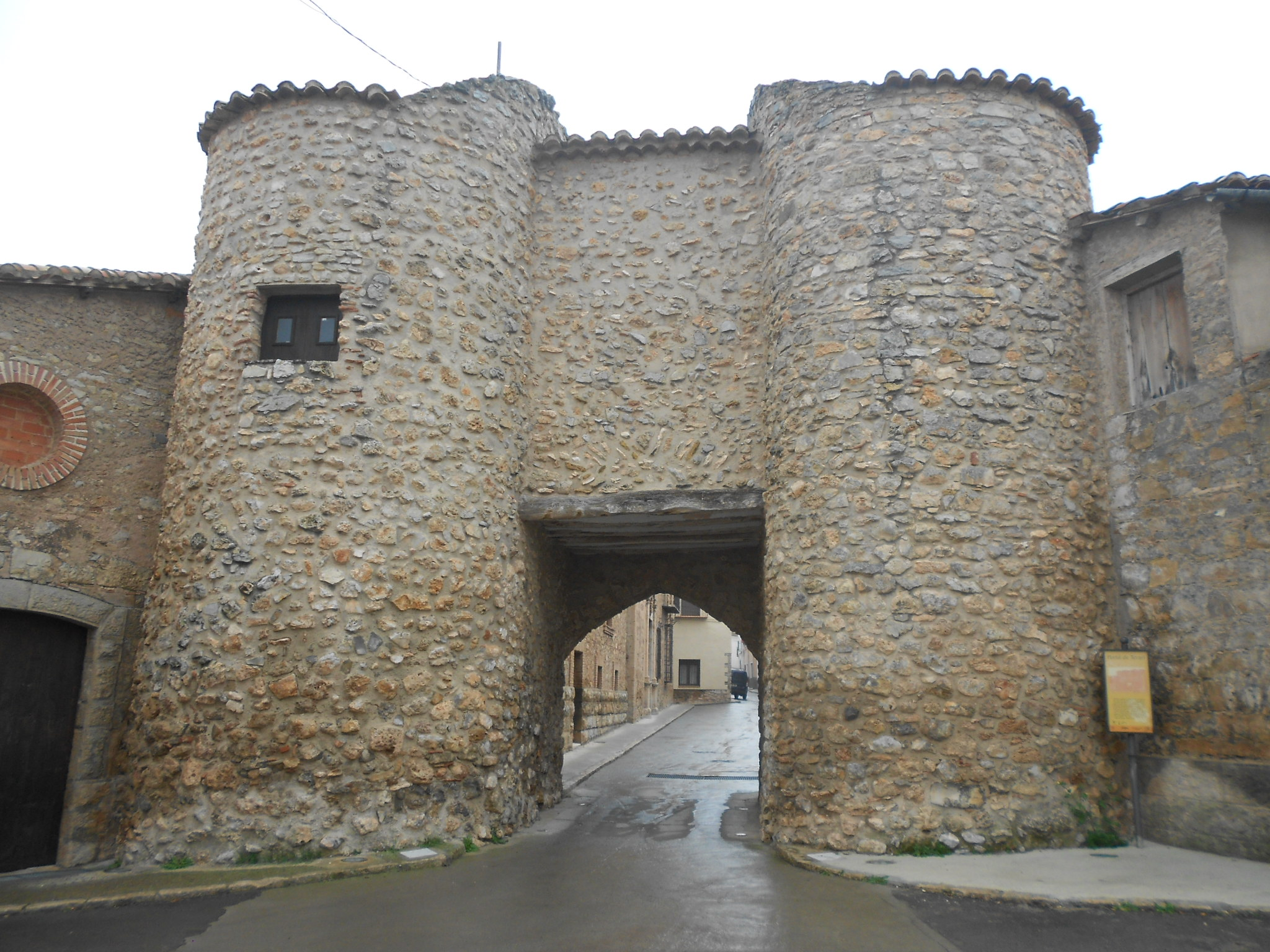
Poort van Teruel
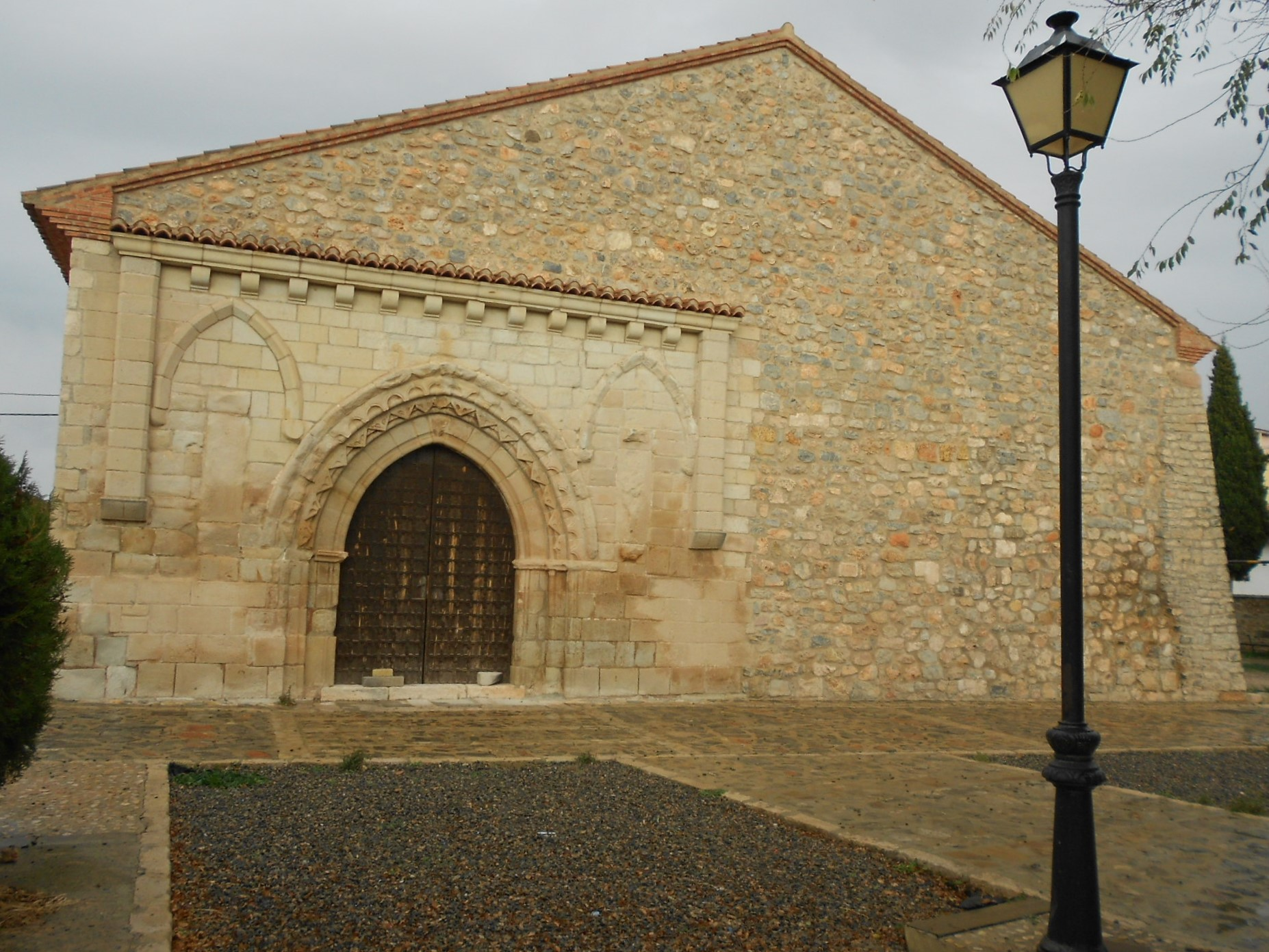
Klooster Sangre Cristo
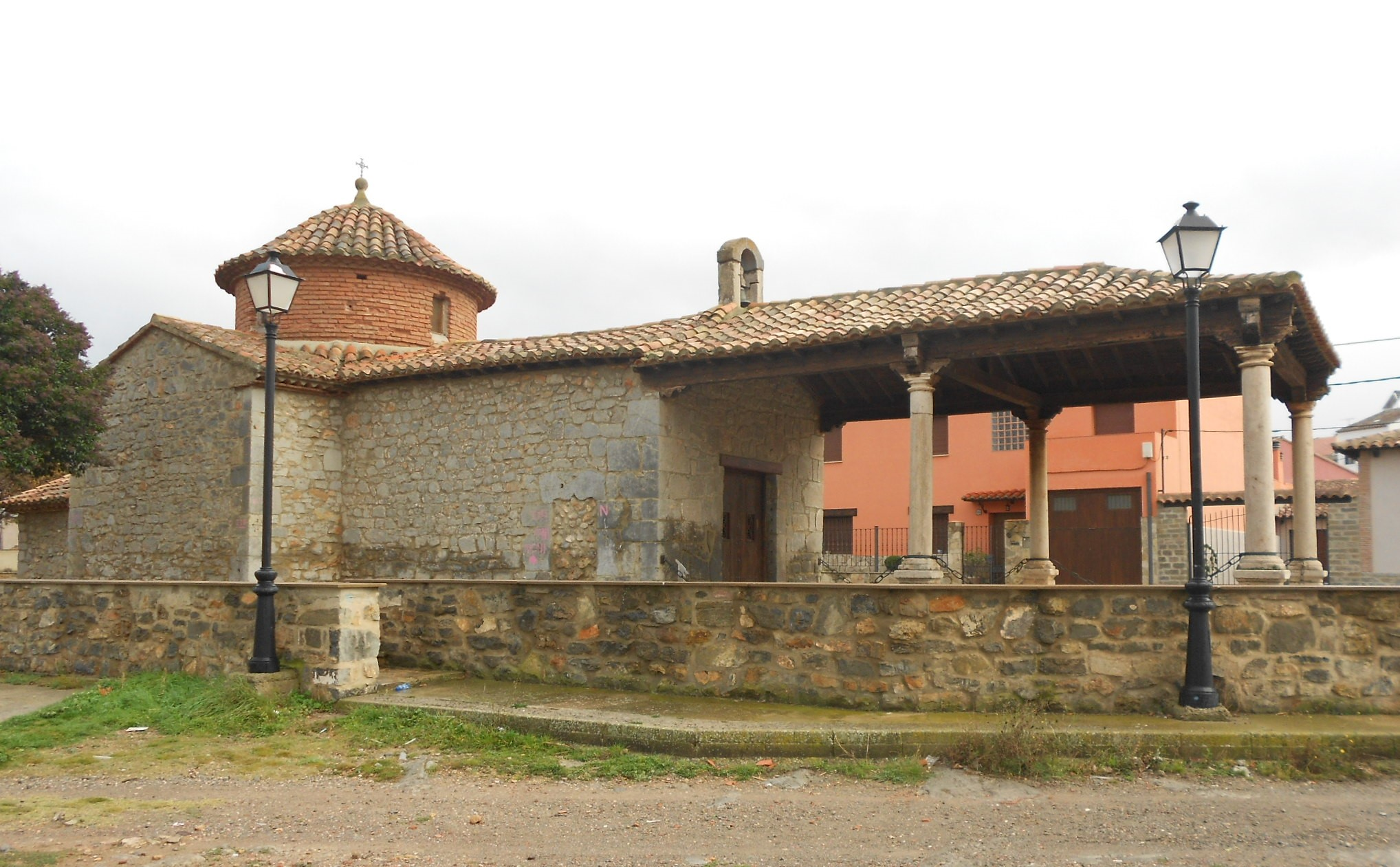
Klooster San Roque